# Breede Valley Local Municipality
Breede Valley (englisch Breede Valley Local Municipality, afrikaans Breedevallei) ist eine Lokalgemeinde im Distrikt Cape Winelands der südafrikanischen Provinz Westkap. Der Sitz der Gemeindeverwaltung befindet sich in Worcester. Bürgermeisterin ist Antoinette Steyn.
Benannt ist die Lokalgemeinde nach dem Afrikaans-Wort für „breit“. Im „breiten Tal“ fließt ebenfalls der Breede River.

## Städte
- De Doorns
- Rawsonville
- Riverview
- Touwsrivier
- Worcester

## Bevölkerung
Im Jahr 2011 hatte die Gemeinde 166.825 Einwohner auf einer Gesamtfläche von 2994 km². Davon waren 63,3 % Coloured, 24,3 % schwarz und 10,7 % weiß. Gesprochen wurde zu 73,2 % Afrikaans, zu 15,5 % isiXhosa, zu 2,8 % Englisch und zu 2,6 % Sesotho.

## Sehenswürdigkeiten
- Karoo Desert National Botanical Garden in Worcester